# Idioma cheyene
El idioma cheyene (Tsėhesenėstsestotse) es una lengua amerindia hablada por los cheyenes, localizados en Montana y Oklahoma en los Estados Unidos. Es parte de la familia de lenguas siux.

## Clasificación
El cheyene es una de las lenguas algonquinas, las cuales a su vez son una subfamilia de la familia álgica. Como todas las lenguas pertenecientes a esa familia, el cheyene posee una complicada morfología aglutinante.  Más específicamente, hace parte del grupo algonquino de la región de las planicies, cuyas lenguas muestran notoria divergencia del "protoalgoquino", como es el caso de las lenguas de los arapaho, los gros ventre y los pies negros.

## Distribución geográfica
La lengua cheyene es hablada en la Reserva Indígena Cheyene del Norte en Montana y en el estado de Oklahoma.  Es utilizada por alrededor de mil setecientas personas, en su mayoría adultos.

## Fonología
La fonología cheyene es relativamente sencilla.  Mientras registra sólo tres vocales básicas, cada una presenta tres acentos tonales: alto é, bajo e y sordo (p. ej. ė). Hay además otras dos variantes de acentos tónicos: el medio ā y el alto ascendente ô. Estos no se representan generalmente en la escritura, aunque hay signos diacríticos estándar para indicarlos.  Los acentos tonales alto y bajo son fonémicos, mientras que el ensordecimiento de la vocal está determinado por el ambiente que la rodea, de manera que las vocales sordas son alófonos de las sonoras. 
|        | Anteriores | Centrales | Posteriores |
| ------ | ---------- | --------- | ----------- |
| Medias | e          |           | o           |
| Altas  |            | a         |             |
|            | Bilabiales | Dentales | Post- alveolares | Velares | Glotales |
| ---------- | ---------- | -------- | ---------------- | ------- | -------- |
| Oclusivas  | p          | t        |                  | k       | ʔ        |
| Fricativas | v          | s        | ʃ                | (x)     | h        |
| Nasale     | m          | n        |                  |         |          |
La ortografía cheyene de 14 letras no es ni un sistema fonético puro ni una transcripción  fornética; sino que es, según dice el lingüista Wayne Leman, una "pronunciación ortográfica".  En otras palabras, es un sistema práctico de deletreo diseñado para facilitar la pronunciación apropiada. Algunas variantes alofónicas, tales como las vocales sordas, son transcritas. <e> no representa fonema /e/, sino que usualmente es pronunciada como una [ɪ] fonética y algunas veces varía a [ɛ]. <š> representa /ʃ/.
El dígrafo ‘ts’ representa una /t/ asibilada; por regla fonológica la /t/ se realiza como [d] antes de la /e/ (t > ts / __e).  Sin embargo, ‘ts’ no es un fonema diferente sino un alófono de /t/. El sonido [x] tampoco es un fonema sino que se deriva de /ʃ/ cuando /ʃ/ precede o sigue una  vocal no anterior /a/ u /o/, y el morfema de conjugación del pretérito lejano, -/h/-, el cual es pronunciado [x] cuando precede un morfema que comienza con /h/.

## Gramática
El idioma cheyene representa las personas que participan en una oración no con pronombres separados sino con afijos del verbo.  Su sistema pronominal usa las distinciones algonquinas: tres personas gramaticales (1.ª, 2.ª, 3.ª) más la 3.ª obviativa (3'); dos números (singular y plural); animación (animado e inanimado); e inclusividad (primera persona plural inclusiva y exclusiva).  La 3' persona (obviativa) es una 3.ª persona "fuera de foco": cuando hay dos o más terceras personas en una oración y alguna de ellas al dejar de estar presente o dejar de ser notoria llega a ser obviativa. Si la entidad obviativa es un sustantivo animado será marcado con un sufijo obviativo, comúnmente -o o -óho. Los verbos registran la presencia de participantes obviativos así sea que ellos estén o no estén presentes como sustantivos.

### Afijos pronominales
Hay tres prefijos pronominales básicos en cheyene:
- ná- Primera persona
- né- Segunda persona
- é- Tercera persona

Estos tres prefijos básicos pueden presentarse combinados con varios sufijos para expresar todas las diferenciaciones pronominales de esta lengua. Por ejemplo, el prefijo ná- puede ser combinado en un verbo con el sufijo -me para expresar la primera persona plural exclusiva ("nosotros no incluido tú"), como en nátahpetame, "nosotros.EXCL estamos grandes."

## Desarrollo histórico
Al igual que el resto de las lenguas algonquinas, el cheyene se desarrolló de un ancestro reconstruido llamado proto-algonquino (a menudo abreviado como "PA").
Algunas palabras cheyenes con reconstrucción conocida desde el protoalgoquino son:
- hetane (PA *erenyiwa, "hombre")
- hē'e (PA **eθkwe·wa, "mujer")
- ma'heo'o ("Espíritu sagrado, Dios")
- ame (PA *pemyi, "grasa")
- he'e (PA *weθkweni, "su hígado")
- matana (PA *meθenyi, "leche")
  - Éše'he (Sol)
  - Taa'é-eše'he(luna)

El cambio en el sonido desde el proto-algonquino al cheyene es complejo, como se puede observar en la palabra erenyiwa (proto-algonquino) que significa "hombre", hasta la moderna hetane (cheyene).
- Primero elsufijo PA suffix -wa desaparece (*erenyi)
- La secuencia vocal geminada -yi- se simplifica a /i/ (semivocales eran fonémicamente vocales en PA y cuando aparecen antes de otra vocalllegan a ser no-silábicas) (*ereni)
- PA */r/ cambia a /t/ (*eteni)
- /h/ is añadida antes de la vocal inicial de la palabra (*heteni)
- Debido a un cambio en la cadena vocálica, en la palabra las vocales se trastocan como /e/, /a/ y /e/ (PA */e/ corresponde a veces en cheyene a la /e/ y a veces la /a/; sin embargo PA */i/ corresponde casi siempre a la /e/ cheyene) (hetane).